# Forgács József (filmrendező)
Forgács József (Tata, 1969. február 2. –) filmrendező, író, szerkesztő, amatőrcsillagász.

## Élete
1999-ben történelem-földrajz tanári szakon végzett az ELTE TFK-n, majd tanítani kezdett egy oroszlányi általános iskolában. 2005-ben az ELTE BTK-n mozgókép és médiakultúra szakos pedagógusi oklevelet szerzett.

## Munkássága
Munkásságát elsősorban Oroszlányban fejti ki, de országos ismertségre tett szert amatőrcsillagászként, filmesként és a majki műemlékegyüttes népszerűsítőjeként. A televíziózást 1988-ban kezdte az Oroszlányi Városi Televíziónál, ahol első munkái között volt több Nemere István íróval készített interjú és a Nádasi István, parafenoménnak tartott kisfiúról szóló film, amelyet Déri János Nulladik típusú találkozások című műsora és hasonló című könyve is közreadott.
Az oroszlányi híradózás megteremtője a korábban helyben nem létező műfaj oroszlányi televízióba való adaptálásával. 1990 augusztusában Magyarországon elsőként rögzített mozgóképen (egy szalagos, Sony Betacam videokamerával) hullócsillagot, egy Perseida meteort. Az 1990-es években számos csillagászati ismeretterjesztő írása és scifi novellája jelent meg a 24 Óra című Komárom-Esztergom megyei napilapban. 1986-tól 2004-ig az oroszlányi Halley Csillagászati Szakkör vezetője volt, amely munkássága a csillagászati látványshow-ban csúcsosodott ki. Az amatőrcsillagászok összefogásával készített szórakoztató-ismeretterjesztő látványelőadások máig egyedülállóak az országban, mert több érzékszervre hatva szerepelt bennük lézer- és fényjáték, csillagászati felvételek, szintetizátorzene, versek és balett tánc, valamint az előadás egy pontján óceáni illatok áradtak szét a színházteremben.
1999-től kezdtek megjelenni különböző témájú (verses, novellás, helytörténeti és csillagászati ismeretterjesztő) kötetei, írásai. A 2000-es évek elején szerkesztője volt az Oroszlányi Krónikás újságnak, illetve különböző térségi kalendáriumoknak. Ezután ismét az Oroszlányi Televíziónál kezdett dolgozni, az országban egyedülálló módon a helyi politikai és közéletet kikarikírozó szórakoztató szilveszteri műsorokat készített munkatársaival, amelyek jeleneteit ő írta és játszotta el kollégái bevonásával. A műsorfolyam több mint 10 esztendőn át futott, és a részét képező 2006-os áldokumentumfilm sorozat országos érdeklődést keltett. Utóbbi, a Fő tér rejtélye című hétről hétre jelentkező összeállítás az esztendő szilveszteri műsorában csúcsosodott ki, és az Oroszlányt meglátogató űrből érkezett idegen lényekről szólt, akik többek között különös éjszakai fényjelenségeket okoztak a településen.
2000-től számos Majkról szóló kisfilmet készített, valamint megjelent első novellás-mesés kötete is, melyeket Majkról szóló kis könyvek követtek. Munkásságát a 2010-es években sorozatosan különböző díjakkal jutalmazták. Elkötelezett népszerűsítője a csákvári-majki Esterházy-család életművének, elsősorban gróf Esterházy Móricnak és feleségének, Esterházyné Károlyi Margitnak. Célja Kertész Imre oroszlányi tanár 1960–1990 között forgatott celluloid amatőrfilmjeinek megmentése és közzététele. 2007. április 22-én Magyarországon elsőként sikerült mozgóképre vennie egy tornádó-kezdeményt, azaz tubát, mely Oroszlány felett volt látható. A tölcsér többször is megpróbált leereszkedni a fellegekből, de földet érni nem tudott. A jelenleg is Oroszlányban élő alkotó YouTube csatornát működtet Idővándor néven.
2022–23 során ötlete alapján és szakmai vezetése alatt megszületett a hetvenhat részes Vármegyejáró sorozat, amely 8–16 perces epizódokban bemutatja Komárom-Esztergom vármegye összes települését. A részek szerkesztő-riportere Rétfalvi Orsolya volt, a filmeket Komárom-Esztergom Vármegye Önkormányzata pályázati forrásból készítette.

## Díjak
- 2012: „OROSZLÁNYÉRT” kitüntető díszoklevél
- 2015: Kölcsey Ferenc Emlékplakett
- 2021: Za Oroslanku Kulturu díj
- 2024: „OROSZLÁNYÉRT” vésetű aranygyűrű

## Fontosabb kiadványok, könyvek
- Teljes napfogyatkozás Magyarországon (1999)
- Magyar csillagversek (szerk.) (2000)
- Egy létnyivel a világ vége előtt (2002)
- Oroszlány kincsei (2004)
- Világra szóló mesék (2009) később A ködtenger ördöge címmel elektronikus könyv formájában is megjelent
- Majk, remeteség és posztógyár (2010)
- Isten tenyerén – novella (2018)
- Majk 12 pillanata (2018)
- A titkos alagúttól az utolsó boszorkányig (2021)
- Gróf Esterházy Móric emlékiratai (szerk.) (2021)
- A 13-as cella grófnője (2023)
- Bányászvárosi történetek (2024)
- Majkpusztai néptanítók (2024)

## Fontosabb filmek
- A hattyú dala (2007)
- Pokolban rekedve – 12 több mint három? (2008)
- Tavaszváros (2014)
- A 13-as cella grófnője (2014)
- Rejtelmes kút és titkos alagút Majkon (2018)
- „…mi odafent szoktunk elszámolni.” (2019)
- Gyerekfejjel filmsorozat (2020)
- A piros ruhás lány (2023)
- A szabadság olimpikonja (2024)

## Filmes díjak
- 1992: A legjobb privatizációs film különdíja: Miénk a gyár!
- 2010: Helyi Érték Díj 1. helyezett: Nyíres – sokak sara?
- 2011: Helyi Érték Díj 1. helyezett: RetrOTV
- 2012: Helyi Érték Díj 2. helyezett: Boldogságkertészet
- 2013: Helyi Érték Díj 2. helyezett: Örök kisfiú?
- 2016: Helyi Érték Díj 3. helyezett: Milyen úton indulok, még nem tudom…
- 2016: III. Savaria Filmszemle, különdíj: A 13-as cella grófnője
- 2024: Totálplán filmfesztivál, legjobb dokumentumfilm: A piros ruhás lány